# My Sunny Maad
My Sunny Maad es una película dramática animada coproducción checo-eslovaca-francesa de 2021 dirigida por Michaela Pavlátová. Basada en la novela Frišta (2004) de la periodista Petra Procházková.

## Sinopsis
Herra es una estudiante checa. Conoce a Nazir que es afgano, se enamoran. Nazir debe regresar a Afganistán, Herra decide acompañarlo.

## Reparto

### Versión original
- Zuzana Stivínová como Herra
- Shahid Maqsoodi como Mad
- Shamla Maqsoodi como Freshta
- Mohammad Aref Safai como Kaiz
- Maryam Malikzada como Roshangol
- Haji Gul Aser como Nazir

### Versión checa
- Zuzana Stivínova como Herra
- Cermak Hynek como Nazir
- Ivan Trojan como Kaiz
- Miroslav Krobot como El abuelo
- Berenika Kohoutova como Roshangol
- daniela kolarova como Nafisa
- Eliska Balzerova como La madre

## Reconocimientos
- 2021: Premio del jurado a un largometraje en el Festival Internacional de Cine de Animación de Annecy
- 2021: Premio a la Mejor Película en el Festival Internacional de Cine de Guadalajara
- 2021: Premio del Jurado en el Festival Internacional de Animación de Bucheon
- 2021: Premio de Música Cocomics en el Festival Internacional de Animación de Bucheon
- Globos de Oro 2022: Mejor película animada - Nominada